# RACE
RACE (Railways of Australia Container Express, tạm dịch: Vận chuyển công ten nơ bằng đường sắt tại Úc) là một phiên bản mở rộng của hệ thống quản lý chất lượng ISO về vận chuyển công ten nơ, có thể sử dụng song song cùng với tiêu chuẩn của ÚC. Tiêu chuẩn này được Railways of Australia (1 tổ chức của chính phủ về đường sắt) bao gồm nhiều thanh viên (Australian National, The State Rail Authority of New South Wales, Queensland Railways, the Victorian State Transport Authority và Westrail). Các đơn vị này từng hoạt động tại Úc trước khi diễn ra việc tư nhân hóa ngành vận tải công ten nơ.
RACE công ten nơ được phát triển bởi Uỷ ban Giao thông công cộng New South Wales (New South Wales Public Transport Commission). Công ten nơ RACE được thiết kế để chứa được 20 pallet (kích thước: 1168 mm x 1168 mm) được xếp thành hai tầng. Công ten nơ có thể chứa tối đa là 17 tấn, có cả cửa sau và cửa bên cạnh để xếp và bốc dỡ hàng. Ngoài ra còn có tiêu chuẩn ISO RACE cho công ten nơ không chất hàng bằng pallet cũng như các loại công ten nơ có cửa thông gió, công ten nơ đông lạnh,và công ten nơ chất hàng bằng cửa bên.